# Світ від Гарпа
«Світ від Гарпа» (англ. The World According to Garp) — американська кінокомедія, знята у 1982 році за однойменним романом Джона Ірвінґа.

## Синопсис
Драматична історія життя «маленької великої людини», незаконнонародженого сина медсестри Дженні Філдс, що став письменником і намагався створити власну модель світу, здатна торкнути до глибини душі всякого глядача. Народжений під час другої світової, виховувався в консервативні 50-ті, змужнілий в бурхливі 60-ті, Гарп явно тяжів до європейської культури, але став безумовним членом американського суспільства. Цей «інженер людських душ» пізнає трагікомізм сучасного буття, абсурдність стереотипів поведінки і двозначність загальноприйнятої моралі. І тоді самою захоплюючою й глибокою його книгою стає власне життя.

## У ролях
| Актор            | Роль           |
| ---------------- | -------------- |
| Робін Вільямс    | Т.С.Гарп       |
| Мері Бет Герт    | Гелен Гольм    |
| Гленн Клоуз      | Дженні Філдс   |
| Джон Літгоу      | Роберта Малдун |
| Г'юм Кронін      | містер Філдс   |
| Джессіка Тенді   | місіс Філдс    |
| Свузі Керц       | повія          |
| Пітер Майкл Гетц | Джон Вулф      |
| Марк Соупер      | Майкл Мілтон   |
| Аманда Пламмер   | Еллен Джеймс   |
| Натан Бабкок     | Дункан         |
| Джеймс Мак-Колл  | молодий Гарп   |
| Іан Макгрегор    | Волт           |
| Сьюзен Браунінґ  | Мідж Персі     |
| Воррен Берлінґер | Стів Персі     |

## Нагороди
Приз Національної ради оглядачів за найкращу жіночу роль другого плану (Гленн Клоуз).
«Оскар», 1983. Номінації:
- За найкращу чоловічу роль другого плану (Джон Літгоу)
- За найкращу жіночу роль другого плану (Гленн Клоуз)